# Знаме на Дагестан
Държавното знаме на Република Дагестан е държавен символ на Дагестан от състава на Руската федерация, утвърдено със Закон №27 за държавното знаме на Република Дагестан на 26 февруари 1992 г.

## Описание
Знамето на Дагестан е с правоъгълна форма със съотношение на широчина към дължина 2:3. Състои се от три ивици, еднакви по форма и размери:
- горна ивица – зелена. Олицетворява живота, изобилието на дагестанската земя и едновременно с това е традиционен цвят за исляма (мнозинството от дагестанците са мюсюлмани-сунити).
- средна ивица – циянова(синьо-зелена). Цветът на морето (източните части на Дагестан се мият във водите на Каспийско море). Символизира красотата и величието на дагестанския народ.
- долна ивица – червена. Червеното се свързва с демокрацията, просветителската сила на човешкия разум в процеса на създаване на живота, мъжеството и храбростта на населението на планинската страна.